# Pinodżem I
Pinodżem I – wielki kapłan Amona oraz faraon, władca starożytnego Egiptu.
Syn wielkiego kapłana i wodza armii Pianchiego i Hereret II. Jego pierwszą małżonką została córka Ramzesa XI – Duathathor Henuttaui II, ze związku z którą narodzili się jego następcy Mencheperre oraz Psusennes I. Mogło to wskazywać na dążenie do uprawomocnienia jego władzy poprzez wykazanie ciągłości dynastii.
Ze związku z drugą małżonką, Isetemachbit I narodzili się dwaj jego synowie - następcy; Masaharta i Dżedchonsuiufanch. Władzę kapłańską w Tebach sprawował w latach 1070–1055 p.n.e. po czym przekazał ją swemu synowi Masaharcie, sam przyjmując tytulaturę królewską, obejmując władzę jako król Górnego i Dolnego Egiptu.
W rzeczywistości podlegał mu jedynie Górny Egipt. Na północy władzę sprawował Smendes I, a jego zwierzchnictwo nad całym obszarem Obydwu Krajów – przynajmniej w czasie pontyfikatu Pinodżema – wydaje się być niepodważalne. Lata liczono bowiem latami jego panowania, a nie Pinodżema. Około 16. roku panowania Smendesa Pinodżem przyjął tytuł królewski. Jako król Górnego i Dolnego Egiptu panował od 1054–1032 roku p.n.e. Nadal jednak lata liczono latami panowania Smendesa, co wskazuje na dalsze poszanowanie jego zwierzchnictwa. Był to zatem układ władzy polegający na uzurpowaniu sobie uprawnień władzy królewskiej przy jednoczesnym poszanowaniu zwierzchnictwa prawowitego władcy. Faraon sprawował władzę, podlegając jednocześnie woli Amona, wyrażanej poprzez jego wyrocznię, której rzecznikiem był wielki kapłan. Po koronacji imiona Pinodżema zapisywano w kartuszach, a pojawiły się one w wielu miejscach Egiptu: w Tebach, Koptos, Abydos, jak również w Tanis, co niezbicie dowodzi związkowi pomiędzy Amonem z Tanis i jego wielkim kapłanem, którym był Smendes, z Amonem tebańskim i osobą Pinodżema.
W czasie swego panowania Pinodżem prowadził zdecydowaną politykę dynastyczną. Trzej jego synowie odziedziczyli po nim godność wielkiego kapłana, a córka Maatkare została boską małżonką Amona. Można przyjąć z dużym prawdopodobieństwem hipotezę, że jego synem był także Psusennes I; był więc czwartym, który osiągnął szczyty władzy.
Wielką zasługą Pinodżema jest jego dbałość o tradycję i poprzedników. Dzięki niemu przetrwały do naszych czasów mumie kilku spośród największych faraonów Nowego Państwa. On to urządził w grobowcu Amenhotepa II (KV35) skrytkę mumii królewskich, którą Victor Loret odnalazł 9 marca 1898 roku.
Znajdowały się tam:
- mumia niezidentyfikowanej kobiety – prawdopodobnie królowa Teje, żona Amenhotepa III,
- mumia niezidentyfikowanej kobiety – prawdopodobnie królowa Tauseret, XIX dynastia,
- mumia kilkunastoletniego chłopca – prawdopodobnie syna Amenhotepa.

W jednym z kolejnych pomieszczeń, dokładnie zamurowanym i zamaskowanym znajdowało się dziesięć sarkofagów (w tym dziewięć królewskich).
Odnaleziono tam mumie:
- Totmesa IV – KV 43, XVIII dynastia,
- Amenhotepa III – WV 22, XVIII dynastia,
- Merenptaha – KV 8, XIX dynastia,
- Setiego II – KV 15, XIX dynastia,
- Siptaha – KV 47, XIX dynastia,
- Setnachta – KV 14, XX dynastia,
- Ramzesa IV – TT 2 (KV 2), XX dynastia,
- Ramzesa V – KV 9, XX dynastia,
- Ramzesa VI – KV 9. XX dynastia.

Mumię samego Pinodżema odnaleziono w skrytce BD-320 w Deir el-Bahari
W czasie jego pontyfikatu i panowania równocześnie władzę sprawowali:
- Smendes – jako król Górnego i Dolnego Egiptu w Tanis.
- Amenemnesu – następca Smendesa w Tanis.
- Psusennes I – w Tanis.
- Panehsi – jako wicekról Nubii.
- Masaharta – jako wielki kapłan Amona w Tebach.
- Dżedchonsuiufanch – jako wielki kapłan Amona w Tebach.
- Mencheperre – jako wielki kapłan Amona w Tebach.

## Tytulatura
| G5 |

| G5 |

| E2 · D44 | N28 | G17 | S40 | M17 | Y5 · N35 | U6 |

| E2 · D44 | N28 | G17 | S40 | M17 | Y5 · N35 | U6 |

| E2 · D44 | N28 | G17 | S40 | M17 | Y5 · N35 | U6 |

| E2 · D44 | N28 | G17 | S40 | M17 | Y5 · N35 | U6 |

| G5 |

| G5 |

| E2 · D44 | N28 | G17 | S40 | M17 | Y5 · N35 | U6 |

| E2 · D44 | N28 | G17 | S40 | M17 | Y5 · N35 | U6 |

| E2 · D44 | N28 | G17 | S40 | M17 | Y5 · N35 | U6 |

| E2 · D44 | N28 | G17 | S40 | M17 | Y5 · N35 | U6 |

| M23 · X1 | L2 · X1 |

| M23 · X1 | L2 · X1 |

| N5 | L1 | N28 | C12 | U21 · N35 |

| N5 | L1 | N28 | C12 | U21 · N35 |

| N5 | L1 | N28 | C12 | U21 · N35 |

| N5 | L1 | N28 | C12 | U21 · N35 |

| M23 · X1 | L2 · X1 |

| M23 · X1 | L2 · X1 |

| N5 | L1 | N28 | C12 | U21 · N35 |

| N5 | L1 | N28 | C12 | U21 · N35 |

| N5 | L1 | N28 | C12 | U21 · N35 |

| N5 | L1 | N28 | C12 | U21 · N35 |

| G39 | N5 |

| G39 | N5 |

| M17 | Y5 · N35 | U6 | G40 | Z4 | M29 |

| M17 | Y5 · N35 | U6 | G40 | Z4 | M29 |

| M17 | Y5 · N35 | U6 | G40 | Z4 | M29 |

| M17 | Y5 · N35 | U6 | G40 | Z4 | M29 |

| G39 | N5 |

| G39 | N5 |

| M17 | Y5 · N35 | U6 | G40 | Z4 | M29 |

| M17 | Y5 · N35 | U6 | G40 | Z4 | M29 |

| M17 | Y5 · N35 | U6 | G40 | Z4 | M29 |

| M17 | Y5 · N35 | U6 | G40 | Z4 | M29 |